# Prahins
Prahins est une localité et une ancienne commune suisse du canton de Vaud, située dans le district du Jura-Nord vaudois.

## Histoire
Prahins fut mentionné en 1186 sous le nom de Prehes. Formée de sept fiefs ayant appartenu à des familles vaudoises et fribourgeoises (situés à Prahins, Carrouge, Orzens, Chanéaz, Donneloye, Vuissens et Molondin), dont la plupart datent de la fin du Moyen Âge, la seigneurie de Prahins fut réunie en une seule terre au XVIIIe siècle grâce aux achats successifs réalisés par la famille Loys de Villardin. Sous l'Ancien Régime (1536-1798), elle fit partie du bailliage d'Yverdon, puis fut intégrée au district d'Yverdon (1798-2007).
Au spirituel, Prahins relève de la paroisse de Donneloye. La société de laiterie fut fondée en 1884. Prahins est resté rural, comptant dix exploitations en 2000 (cultures, élevage). La même année, les deux tiers des personnes actives étaient des pendulaires, principalement vers Lausanne et Yverdon-les-Bains. En 2005, le secteur primaire fournissait 83 % des emplois.
Le 1er janvier 2012, la commune a été intégrée à celle de Donneloye.

## Géographie
Prahins est un village-rue situé au croisement des routes Yverdon-Moudon et Morges-Payerne, sur la rive droite de la Mentue. 

## Démographie
Prahins compte 112 habitants en 1803, 146 en 1850, 175 en 1900, 128 en 1950, 79 en 1970 et 126 en 2000.